# المجمع الإصلاحي الاتحادي، بونتر ميديوم
المجمع الإصلاحي الاتحادي، بونتر ميديوم (بالإنجليزية: Federal Correctional Complex, Butner)‏ هو مجمع سجون اتحادي في الولايات المتحدة للرجال في باتنر بولاية نورث كارولينا. يتم إدارته من قبل المكتب الفيدرالي للسجون، وهو قسم من وزارة العدل الأمريكية. يقع لمجمع الإصلاحي الاتحادي على بعد 25 ميلاً (40 كم) شمال غرب رالي، عاصمة الولاية. وهو يضم أكبر مجمع طبي في الدائرة، والذي يدير برنامجًا للعلاج من تعاطي المخدرات ويتخصص في علم الأورام وعلم السلوك. وكان من بين زملائه برنارد مادوف، الذي أُدين بارتكاب أكبر مخطط بونزي في التاريخ. توفي في السجن في أبريل 2021.